# Джефф Грінберг
Джефф Грінберг — професор соціальної психології в Університеті Аризони.
Він відомий тим, що разом із двома своїми колегами, Шелдоном Соломоном і Томом Пищинським, він створив концепцію Теорія менеджменту терору.

Джефф Грінберг також фігурує в документальному фільмі 2003 року Втеча від смерті, фільмі, який досліджує зв'язок людського насильства зі страхом смерті, пов'язаного з підсвідомим впливом.